# Jeff Gyasi
Jeff Gyasi (* 4. Januar 1989 in Gladbeck) ist ein ehemaliger deutsch-ghanaischer Fußballspieler.

## Karriere
Jeff Gyasi wuchs im Ruhrgebiet auf und spielte in der Jugend bei Rot-Weiß Oberhausen und zuletzt bei der SG Wattenscheid 09 Fußball. Sein erstes Seniorenjahr absolvierte er 2008/09 in Bochum beim Stadtteilverein SV Vorwärts Kornharpen in der Westfalenliga. Doch dann kam es dort zur Insolvenz und gemeinsam mit zwei Vereinskameraden schloss er sich der SpVg Schonnebeck an. In der Saison 2009/10 spielte er in der Landesliga auch gegen die zweite Mannschaft von Rot-Weiß Oberhausen. Als diese ein Jahr später in die sechstklassige Niederrheinliga aufgestiegen war, nahmen sie ihren ehemaligen Jugendspieler unter Vertrag.
Bereits direkt nach seiner Verpflichtung nahm Gyasi auch an der Saisonvorbereitung der Profimannschaft teil. Als im Jahr darauf die erste Mannschaft in die 3. Liga abgestiegen war, rückte der defensive Mittelfeldspieler auch in den Profikader für die Saison 2011/12 auf. Am vierten Spieltag wurde er erstmals eingewechselt und ab dem nächsten Spieltag stand er in der Startaufstellung.
Zur Saison 2012/13 wechselte Gyasi zum Drittligakonkurrenten SV Wehen Wiesbaden. Nach einer guten ersten Spielzeit verpasste er aufgrund von Hüftproblemen die Vorbereitung zur neuen Saison 2013/14 und kam in der Folgezeit nur noch in der Reserve der Wiesbadener zum Einsatz. Im Januar 2014 einigte er sich mit dem Verein auf eine vorzeitige Vertragsauflösung und wechselte für die Rückrunde zur SV Elversberg. Nach dem Abstieg der Elversberger aus der 3. Liga wurde sein Vertrag nicht verlängert.
Im September 2014 verpflichtete der Regionalligist BSV Rehden den vertragslosen Gyasi. Nach drei Spielzeiten in der Regionalliga Nord, bei denen Gyasi auf 54 Einsätze kam, verschlug es ihn in die Oberliga Niederrhein zum SC Düsseldorf-West. Zur Saison 2019/20 wechselte er zum Landesligisten FSV Duisburg. Ein Jahr später schloss er sich dem Westfalenligisten DJK TuS Hordel an. Im Jahr darauf wechselte er zum DJK Blau-Weiß Mintard.